# SLC25A39
El miembro 39 de la familia de portadores de solutos 25 es una proteína que en humanos está codificada por el gen SLC25A39. Este gen codifica un miembro del transportador SLC25 perteneciente a la familia de proteínas del transportador mitocondrial. Los miembros de esta familia están codificados por el genoma nuclear, mientras que sus productos proteicos suelen estar incrustados en la membrana mitocondrial interna y exhiben una amplia especificidad de sustrato. Aunque la proteína codificada se considera actualmente un transportador huérfano, esta proteína está relacionada con otros transportadores que se sabe que transportan aminoácidos. Esta proteína puede desempeñar un papel en la homeostasis del hierro.